# Bjarnafoss
Der Bjarnafoss ist ein Wasserfall im Westen von Island.
Er liegt an der Südküste der Halbinsel Snæfellsnes östlich des Mælifell und nördlich des Snæfellsnesvegurs  bei Búðir. Der kleine Fluss Bjarnaá fließt durch das Bjarnafossdalur und stürzt bei Landakótsgíl um 80 m in zwei Stufen in die Tiefe. Wegen der geringen Wassermenge kann besonders bei starken Winden das ganze Wasser verweht werden.